# Ndogolagunen
Lagune Ndogo är en lagun i Gabon. Den ligger i provinsen Ogooué-Maritime, i den sydvästra delen av landet, 300 km söder om huvudstaden Libreville. Arean är 582 kvadratkilometer. Den är 64 kilometer lång och 13 kilometer bred.